# Cycnus agis
Cycnus agis är en fjärilsart som beskrevs av Dru Drury 1782. Cycnus agis ingår i släktet Cycnus och familjen juvelvingar. Inga underarter finns listade i Catalogue of Life.